# حركة اتركوا الهند

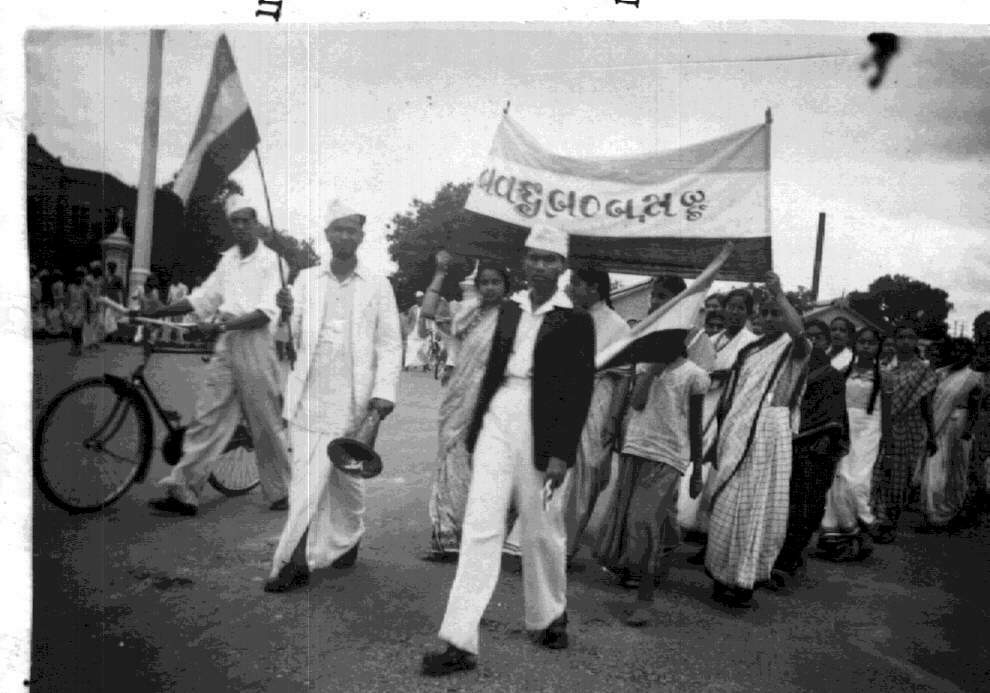

حركة اتركوا الهند (تُرجِمت إلى عدة لغات هندية كحركة غادروا الهند)، المعروفة أيضًا باسم حركة أغسطس هي حركة أطلقها مهاتما غاندي في جلسة بومباي التي ضمت لجنة كونغرس عموم الهند في 8 أغسطس 1942، في الحرب العالمية الثانية، طالبت بإنهاء الحكم البريطاني على الهند.
فشلت مهمة كريبس، وفي 8 أغسطس 1942، اتخذ غاندي قرار التحرر أو الموت في خطاب اتركوا الهند الذي ألقاه في بومباي في ميدان غواليا تانك. أطلقت لجنة كونغرس عموم الهند احتجاجًا حاشدًا للمطالبة بما أطلق عليه غاندي «الانسحاب البريطاني المنظم» من الهند. على الرغم من كون البريطانيين في حالة حرب، فقد كانوا مستعدين للتصرف. وزُجَّت بمعظم قيادات المؤتمر الوطني الهندي في السجن دون محاكمة في غضون ساعات من خطاب غاندي. قضى معظمهم بقية فترة الحرب في السجن دون أي اتصال بالجماهير. نال البريطانيون دعم مجلس الوالي (الذي كانت أغلبيته من الهنود)، ورابطة مسلمي عموم الهند، والولايات الأميرية، والشرطة الإمبراطورية الهندية، والجيش الهندي البريطاني، وحزب ماهاسابها الهندوسي، والخدمة المدنية الهندية. لم يدعم العديد من رجال الأعمال الهنود حركة اتركوا الهند نظرًا إلى استفادتهم من نفقات الحرب الهائلة. أولى الكثير من الطلاب المزيد من الاهتمام لسوبهاش شاندرا بوز، الذي كان في المنفى يدعم دول المحور. وجاء الدعم الخارجي الوحيد من الأمريكيين، إذ ضغط فرانكلين روزفلت على رئيس الوزراء ونستون تشرشل للاستسلام لبعض المطالب الهندية. سُحقَت حملة اتركوا الهند بشكل فعال. ورفض البريطانيون منحهم الاستقلال الفوري، قائلين إن هذا الأمر لا يمكن أن يحدث إلا بعد انتهاء الحرب.
وقعت أعمال عنف متفرقة صغيرة النطاق في أنحاء البلاد واعتقل البريطانيون عشرات الآلاف من القادة، وأبقوا عليهم في السجن حتى عام 1945. من ناحية الأهداف المباشرة، فشلت حركة اتركوا الهند بسبب القمع القاسي، والتنظيم الضعيف والافتقار إلى برنامج عمل واضح. ولكن، أدركت الحكومة البريطانية أنها لن تتمكن من حكم الهند على المدى الطويل بسبب تكاليف الحرب العالمية الثانية، وأصبح سؤال ما بعد الحرب هو كيفية الخروج بسلام وأمان.
في عام 1992، أصدر بنك الاحتياطي الهندي عملة تذكارية بقيمة روبية واحدة للاحتفال باليوبيل الذهبي لحركة اتركوا الهند.

## الحرب العالمية الثانية والتدخل الهندي
في عام 1939، كان الهنود الوطنيون غاضبين من إقحام الحاكم البريطاني العام للهند، اللورد لينليثغو، للهند في الحرب دون التشاور معهم. أيدت رابطة المسلمين الحرب، ولكن الكونغرس كان منقسمًا.

عند اندلاع الحرب، أصدر حزب الكونغرس قرارًا -خلال اجتماع لجنة العمل في وارذا في سبتمبر عام 1939- دعم القتال ضد الفاشية دعمًا مشروطًا، لكن رُفِض طلبهم بالاستقلال في المقابل. 
إذا كانت غاية الحرب الدفاع عن الوضع الراهن القائم على الممتلكات الإمبريالية والمستعمرات، للمصالح والامتيازات الخاصة، فلن يكون للهنود أي علاقة بها. أما إذا كانت المسألة هي الديمقراطية والنظام العالمي القائم على الديمقراطية، فإن الهند مهتمة بها للغاية...إذا كانت بريطانيا العظمى تحارب من أجل الحفاظ على الديمقراطية وتوسيعها، فعليها بالضرورة إنهاء الإمبريالية في ممتلكاتها وإقامة الديمقراطية الكاملة في الهند، وللشعب الهندي حق تقرير المصير… ستشارك الهند الديمقراطية الحرة بكل سرور مع الأمم الحرة الأخرى في الدفاع المشترك ضد العدوان وتسعى للتعاون الاقتصادي.
لم يؤيد غاندي هذه المبادرة، إذ لم يتمكن من التصالح مع تأييد الحرب (كان مؤمنًا ملتزمًا بالمقاومة السلمية، التي اعتُمِدت في حركة الاستقلال الهندية وعارض ضد أدولف هتلر وبينيتو موسوليني وهيديكي توجو). مع ذلك، في ذروة معركة بريطانيا، أعلن غاندي عن تأييده للكفاح ضد العنصرية والمجهود الحربي البريطاني، مصرحًا أنه لم يسعَ للنهوض بهند مستقلة من رماد بريطانيا. ولكن بقيت الآراء منقسمة. أدت سياسة بريطانيا طويلة الأمد -القائمة على الحد من الاستثمار في الهند واستخدام البلاد كسوق ومصدر للإيراد- إلى ترك الجيش الهندي ضعيفًا نسبيًا وسيئ التسليح والتدريب، وأجبرت البريطانيين أن يصبحوا مساهمين صافين في ميزانية الهند، في حين زادت الضرائب بشدة وتضاعف المستوى العام للأسعار: على الرغم من أن العديد من رجال الأعمال الهنود استفادوا من زيادة الإنتاج الحربي، بدت الأعمال التجارية عمومًا «مرفوضة من قبل الحكومة» ورفض الراج البريطاني بالأخص منح الهنود دورًا أكبر في تنظيم الاقتصاد وتعبئته للإنتاج في أثناء الحرب.
بعد بدء الحرب، لم تتخذ -سوى مجموعة بقيادة سوبهاش شاندرا بوز- أي إجراء حاسم. نظم بوز الفيلق الهندي في ألمانيا، وأعاد تنظيم الجيش الوطني الهندي بمساعدة يابانية، والتمس المساعدة من دول المحور، وشن حرب عصابات ضد السلطات البريطانية.

### مهمة كريبس
في مارس عام 1942، وبمواجهة شبه قارة مستاءة بصورة متزايدة ومشاركة في الحرب قسرًا، وتدهور حالة الحرب في أوروبا، وتزايد الاستياء بين القوات الهندية -بالأخص في أفريقيا- وبين السكان المدنيين في شبه القارة، أرسلت الحكومة البريطانية وفدًا إلى الهند بقيادة ستانفورد كريبس، رئيس مجلس العموم، فيما أصبح يُعرف باسم مهمة كريبس. كان هدف المهمة التفاوض مع المؤتمر الوطني الهندي للحصول على صفقة تضمن التعاون الكامل خلال الحرب، مقابل تداول السلطة التقدمي وتوزيعها من الملك ونائب الملك إلى هيئة تشريعية هندية منتخبة. فشلت المحادثات، لأنها لم تتناول المطلب الرئيس المتمثل في وضع جدول زمني للحكم الذاتي وتحديد الصلاحيات التي يجب التنازل عنها، إذ كانت المحادثات تعرض -بصورة رئيسية حالة هيمنة محدودة- ما كان غير مقبول على الإطلاق لدى الحركة الهندية.

### العنف المحلي
وفقًا لجون إف. ريديك، منذ 9 أغسطس 1942 حتى 21 سبتمبر 1942، حركة اتركوا الهند:
هاجمت 550 مكتب بريد، و250 محطة للسكك الحديدية، وألحقت الضرر بالعديد من خطوط السكك الحديدية، ودمرت 70 مركزًا للشرطة، وحرقت وخربت 85 مبنى حكوميًا آخر. كان هناك نحو 2500 حالة لقطع أسلاك التلغراف. حدثت أعلى معدلات العنف في ولاية بهار. نشرت حكومة الهند 57 كتيبة من القوات البريطانية لاستعادة النظام. 
على المستوى الوطني، عنى الافتقار إلى القيادة أن القدرة على تحفيز الثورة كانت محدودة. كان للحركة تأثير محلي في بعض المناطق. بالأخص في ساتارا في ماهاراشترا، وتالشر في أوديشا، وميدنابور. في تاملوك وكوتناي، وهما مدينتان فرعيتان في ميدنابور، نجحت عامة الشعب المحلية في تأسيس حكومات نظيرة، استمرت بالعمل حتى طلب المهاتما غاندي شخصيًا من القادة حلها في عام 1944. حدثت انتفاضة بسيطة في باليا، وهي تقع حاليًا في المنطقة الشرقية من أتر برديش. أسقط الشعب إدارة المقاطعة، وفتحوا السجون، وأطلقوا سراح قادة الكونغرس المسجونين وأقاموا حكمهم المستقل. استغرقت بريطانيا أسبوعين قبل أن تتمكن من إعادة توطيد سيطرتها على المقاطعة. تجلت أهمية منطقة سوراشترا (في غربي كجرات) في تقليد «باهارفاتيا» فيها (أي الخروج عن القانون)، الذي حرض النشاطات التخريبية للحركة هناك. في ولاية البنغال الغربية الريفية، تغذت حركة اتركوا الهند على استياء الفلاحين من ضرائب الحرب الجديدة وتصدير الأرز القسري. وكانت هناك مقاومة مفتوحة وصلت لحد الثورة عام 1942 حتى أوقفت المجاعة الكبرى الحركة عام 1943.